# Pleurothyrium immersum
Pleurothyrium immersum är en lagerväxtart som beskrevs av H. van der Werff. Pleurothyrium immersum ingår i släktet Pleurothyrium och familjen lagerväxter. Inga underarter finns listade i Catalogue of Life.